# Naga (Camarines Sur)
Naga is een stad in de Filipijnse provincie Camarines Sur op het eiland Luzon. De stad is een belangrijk commercieel en cultureel centrum voor de regio. Daarnaast zijn in de stad drie universiteiten gevestigd. Bij de laatste census in 2007 had de stad bijna 161 duizend inwoners.

## Geografie

### Bestuurlijk indeling
Naga is onderverdeeld in de volgende 27 barangays:
| - Abella - Bagumbayan Norte - Bagumbayan Sur - Balatas - Calauag - Cararayan - Carolina - Concepcion Grande - Concepcion Pequeño - Dayangdang - Del Rosario - Dinaga - Igualdad Interior - Lerma | - Liboton - Mabolo - Pacol - Panicuason - Peñafrancia - Sabang - San Felipe - San Francisco - San Isidro - Santa Cruz - Tabuco - Tinago - Triangulo |

## Demografie
Naga had bij de census van 2007 een inwoneraantal van 160.516 mensen. Dit zijn 22.706 mensen (16,5%) meer dan bij de vorige census van 2000. De gemiddelde jaarlijkse groei komt daarmee uit op 2,13%, hetgeen hoger is dan het landelijk jaarlijks gemiddelde over deze periode (2,04%). Vergeleken met de census van 1995 is het aantal mensen met 33.544 (26,4%) toegenomen.

De bevolkingsdichtheid van Naga was ten tijde van de laatste census, met 160.516 inwoners op 84,48 km², 1900 mensen per km².

## Geboren in Naga
- Tecla San Andres-Ziga (23 augustus 1906), jurist afgevaardigde en senator (overleden 1992);
- Felix Fuentebella (5 september 1915), afgevaardigde en gouverneur (overleden 2000);
- Joker Arroyo (5 januari 1927), senator;
- Raul Roco (26 oktober 1941), senator en presidentskandidaat (overleden 2005);
- Adolfo Yllana (6 februari 1948), rooms-katholiek geestelijke en apostolische nuntius;
- Jesse Robredo (27 mei 1958), politicus (overleden 2012).

Baao · Balatan · Bato · Bombon · Buhi · Bula · Cabusao · Calabanga · Camaligan · Canaman · Caramoan · Del Gallego · Gainza · Garchitorena · Goa · Iriga · Lagonoy · Libmanan · Lupi · Magarao · Milaor · Minalabac · Nabua · Naga · Ocampo · Pamplona · Pasacao · Pili · Presentacion · Ragay · Sagñay · San Fernando · San Jose · Sipocot · Siruma · Tigaon · Tinambac